# King Arthur II: The Role-Playing Wargame
King Arthur II: The Role-Playing Wargame — компьютерная игра в жанре стратегии в реальном времени с элементами пошаговой ролевой игры. Была разработана и издана компанией NeocoreGames 27 января 2012 года. В России игру издаёт 1С-СофтКлаб под названием Король Артур 2.

## Описание игры
Есть две кампании в игре, пролог имеет только одну главу, и главная история, охватывающая несколько глав. В прологе, игрок берёт на себя роль Септимус Сулла. Наследник одной из римских семей, которые правили в Британии к югу от стены Адриана. Пролог: детали прихода Септимуса к власти и в конечном счете — безумие.
В основной кампании, игрок берёт на себя роль Уильяма Пендрагона, сына Артура, былого и грядущего короля. Артур лежит смертельно ранен магическим проклятием и несколько фигур Артуре легенды не хватает, когда Уильям подходит к объединению провинций, которые когда-то составили царство Артура, отбиваться от Фоморов и стремится найти способ исцелить его отца.
Как и в предыдущей игре, другие герои присоединяются к армии Уильяма и в конечном итоге, ещё одна армия образуется во главе с Феей Морганой, как Уильям позволяет ей искать её наставника Мерлина во имя короля Артура.

## Отзывы и продажи
| Сводный рейтинг       | Сводный рейтинг |
| Агрегатор             | Оценка          |
| --------------------- | --------------- |
| GameRankings          | 64,57 %         |
| Metacritic            | 66 / 100        |
| Иноязычные издания    |                 |
| Издание               | Оценка          |
| GameSpy               | 2 / 5           |
| IGN                   | 6,0 / 10        |
| Русскоязычные издания |                 |
| Издание               | Оценка          |
| Absolute Games        | 70 %            |
| PlayGround.ru         | 7,1 / 10        |
| «Игромания»           | 8,0 / 10        |

Летом 2018 года, благодаря уязвимости в защите Steam Web API, стало известно, что точное количество пользователей сервиса Steam, которые играли в игру хотя бы один раз, составляет 98 328 человек.